# Sister Morphine
Sister Morphine (Schwester Morphium) ist ein Lied, das Marianne Faithfull, Mick Jagger und Keith Richards geschrieben haben. Faithfull veröffentlichte am 21. Februar 1969 die Originalversion des Liedes als B-Seite ihrer Single Something Better bei Decca Records. Eine andere Version wurde zwei Jahre später von den Rolling Stones auf ihrem 1971er Album Sticky Fingers veröffentlicht.

## Entstehungsgeschichte
Während er mit Marianne Faithfull 1968 in Italien war, spielte Mick Jagger immer wieder die Akkordfolgen, aus denen der Song entstand. Faithfull schrieb schließlich den Text dazu über einen Mann, der nach einem Unfall im Krankenhaus liegt und um weitere Morphiumspritzen bittet.
Die Besetzung der ursprünglichen Faithfull-Version besteht aus Marianne Faithfull (Gesang), Mick Jagger (Akustikgitarre), Ry Cooder (Slide-Gitarre und Bass), Jack Nitzsche (Klavier und Orgel) und Charlie Watts (Schlagzeug). Die Aufnahme erfolgte 1968 während der Sitzungen zum Album Let It Bleed in den Electra Studios in Los Angeles. Produzent war Mick Jagger, das Arrangement besorgte Jack Nitzsche.
Die ursprüngliche britische Decca-Single nannte Faithfull als Co-Autorin, aber als London Records die Single in den Vereinigten Staaten herausbrachte, wurde ihr Name weggelassen, ebenso auf dem Stones-Album Sticky Fingers. Nach einem Rechtsstreit behielt Faithfull ihre Rechte als Co-Autorin, was in der Neuauflage des Albumkatalogs der Stones von Sticky Fingers bis Steel Wheels im Jahr 1994 durch Virgin Records anerkannt wurde.

## Veröffentlichungen
Sister Morphine wurde von Decca Records am 21. Februar 1969 als B-Seite der Single Something Better veröffentlicht. Die Single wurde im Vereinigten Königreich kurz nach dem Erscheinen aufgrund des Drogenbezugs im Titel vom Markt genommen, war in anderen Ländern jedoch noch in Vertrieb, teilweise auch als A-Seite. Später erschien der Song auf Kompilationen, doch da war er bereits als Lied der Rolling Stones bekannt.
Faithfull nahm das Lied 1979 während der Sessions für ihr Album Broken English erneut auf und es wurde anschließend auf einer 7-Zoll- und 12-Zoll-Single mit Broken English veröffentlicht. Diese Aufnahme erschien als Bonustrack auf der zweiten CD der Deluxe-Edition des Albums von 2013. Das Lied blieb ein fester Bestandteil ihrer Konzert-Setlist und erschien auf den Live-Alben Blazing Away im Jahr 1990 und No Exit im Jahr 2016.

## Version der Rolling Stones
In der Stones-Version mit etwas anderem Text sind Jagger als Sänger, Richards an der Akustikgitarre und mit Backing Vocals, Cooder und Nitzsche erneut an der Slide-Gitarre bzw. am Klavier, Bill Wyman am Bass und Watts am Schlagzeug zu hören. Die Aufnahme entstand im März 1969 in den Londoner Olympic Studios während der Arbeiten am Soundtrack zum Film Performance, in dem Jagger eine Hauptrolle spielte.
Von den Rolling Stones nur selten in Konzerten gespielt, wurde es während der Bridges to Babylon Tour 1997–1998 live aufgeführt und ist auf dem Live-Album No Security von 1998 enthalten.